# Filipów (gemeente)
De gemeente Filipów is een landgemeente in het Poolse woiwodschap Podlachië, in powiat Suwalski.
De zetel van de gemeente is in Filipów.
Op 30 juni 2004 telde de gemeente 4513 inwoners.

## Oppervlakte gegevens
In 2002 bedroeg de totale oppervlakte van gemeente Filipów 150,35 km², waarvan:
- agrarisch gebied: 75%
- bossen: 8%

De gemeente beslaat 11,5% van de totale oppervlakte van de powiat.

## Demografie
Stand op 30 juni 2004:
| Omschrijving                   | Totaal | Totaal | Vrouwen | Vrouwen | Mannen | Mannen |
| ------------------------------ | ------ | ------ | ------- | ------- | ------ | ------ |
| eenheid                        | aantal | %      | aantal  | %       | aantal | %      |
| inwoners                       | 4513   | 100    | 2199    | 48,7    | 2314   | 51,3   |
| bevolkingsdichtheid (inw./km²) | 30     | 30     | 14,6    | 14,6    | 15,4   | 15,4   |

In 2002 bedroeg het gemiddelde inkomen per inwoner 1408,33 zł.

## Administratieve plaatsen (sołectwo)
Agrafinówka, Bartnia Góra, Bitkowo, Czarne, Czostków, Filipów (sołectwa: Filipów Pierwszy, Filipów Drugi, Filipów Trzeci en Filipów Czwarty), Garbas Drugi,  Garbas Pierwszy, Huta, Jemieliste, Mieruniszki, Nowa Dębszczyzna, Olszanka, Piecki, Rospuda, Smolenka, Stara Dębszczyzna, Stare Motule, Supienie, Szafranki, Tabałówka, Wólka, Zusno.

## Aangrenzende gemeenten
Bakałarzewo, Dubeninki, Gołdap, Kowale Oleckie, Olecko, Przerośl, Suwałki